# Домбра (музичний інструмент)
До́мбра  (kaz. домбыра, домбира) — казахський народний інструмент, дерев'яний струнний щипковий, з двома струнами (іноді з трьома), завдовжки 100—130 см.
Не плутати з домрою.

## Способи гри
На домбрі грають брязканням правої руки, а ліва затискає потрібні ноти.